# آرا ۸۴۹

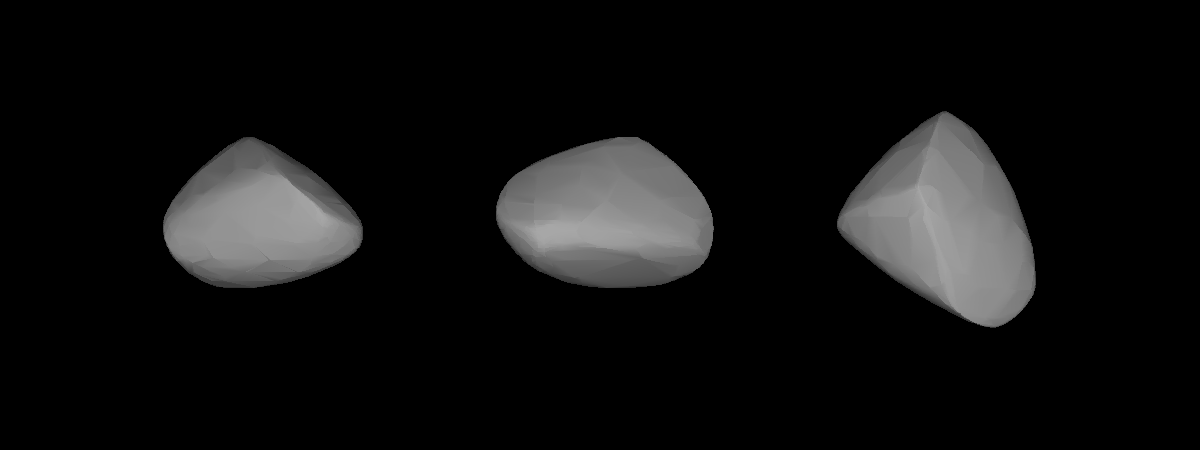
مدل سه‌بُعدی سیارک آرا ۸۴۹ بر اساس منحنی نور آن

سیارک ۸۴۹ (به انگلیسی: 849 Ara، نامگذاری:1912NY) هشتصد و چهل و نهمین سیارک کشف شده‌است که در ۹ فوریه ۱۹۱۲ و در رصدخانه سایمیز کشف شد.
قدر مطلق سیارک برابر ۸٫۱۰ است.